# Hippasa partita
Hippasa partita är en spindelart som först beskrevs av O. Pickard-Cambridge 1876.  Hippasa partita ingår i släktet Hippasa och familjen vargspindlar. Inga underarter finns listade i Catalogue of Life.